# Diafragma fotográfico
Nota: Para outros significados de diafragma, veja Diafragma

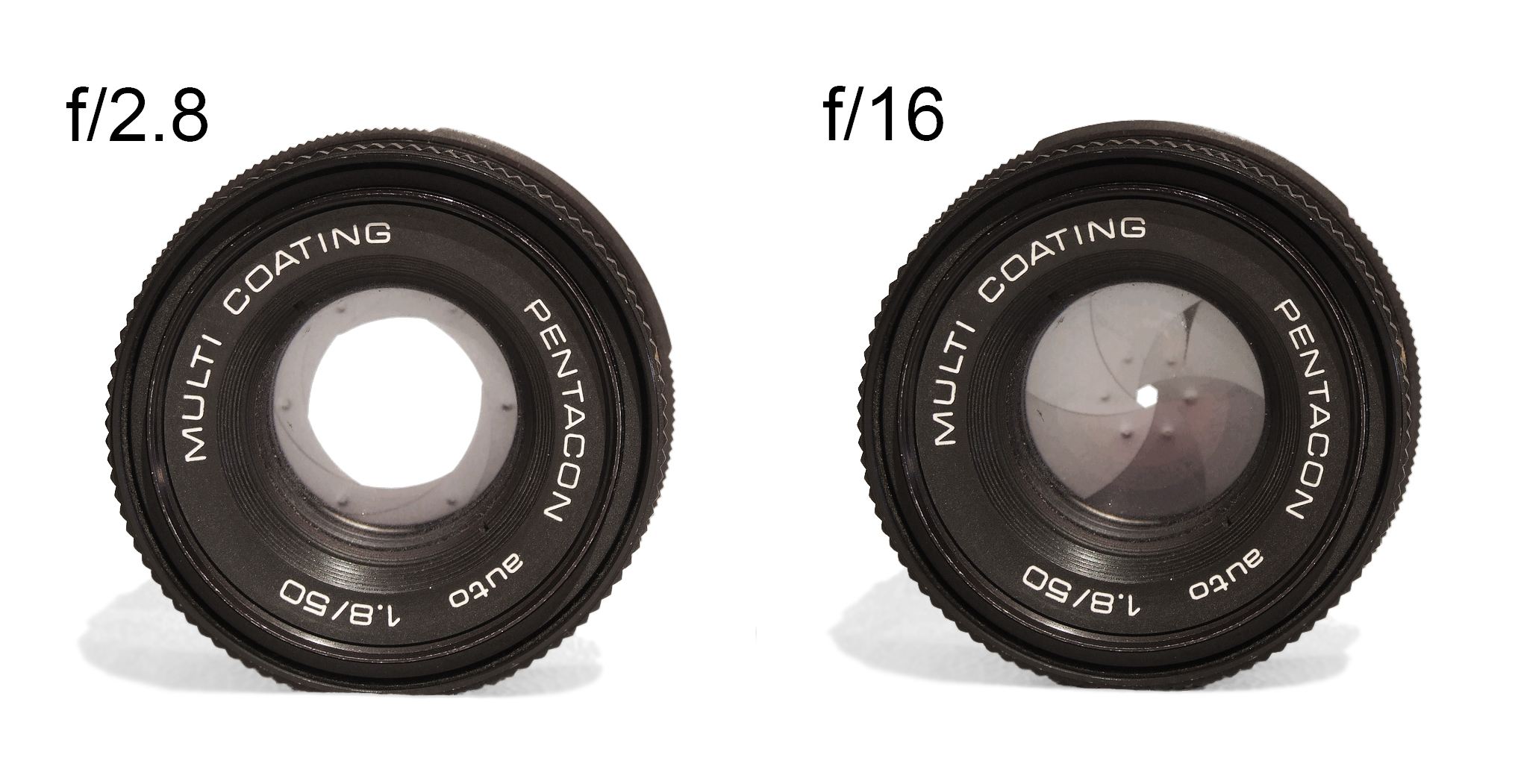
Diferentes aberturas do diafragma.

O diafragma fotográfico é o dispositivo que regula a abertura de um sistema óptico.
É composto por um conjunto de finas lâminas justapostas que se localiza dentro da objectiva, e que permitem a regulação da intensidade de luz/iluminada que irá sair no material foto-sensível.
O valor do diafragma dá-se através de números, conhecidos como números f ou f-stop, e seguem um padrão numérico universal. Esta escala inicia-se em 1, 1.4, 2, 2.8, 4, 5.6, 8, 11, 16, 22, 32, 45, 64, etc. Sendo que, quanto menor for o número f, maior é a quantidade que luz que ele permite passar e, quanto maior o número f, menor a quantidade de luz que passará pelo diafragma.
Cada número maior, ou seja, mais fechado, representa a metade da luz que a abertura anterior permite passar, assim como a cada número menor, ou seja, mais aberto, permite a entrada do dobro de luz.

## Escalas de aberturas
A atual escala de abertura utilizada é obtida através da:
{\displaystyle f={\frac {DF}{A}}\ }
Onde:
- f é o valor do diafragma obtido
- DF é a distância focal, em milímetros
- A é o diâmetro, em milímetros, da abertura efetiva do diafragma, ou pupila de entrada

## Diafragma e a profundidade de campo
Os diferentes valores de abertura do diafragma também geram diferentes efeitos de profundidade de campo, e consequente aparência de foco.
Diafragmas mais fechados tendem a proporcionar maior "foco", enquanto diafragmas mais abertos tendem  a fazer o oposto, tendo em vista que ele aumenta ou diminui a profundidade de campo.

## Diafragma e a nitidez
Em geral, recomenda-se sempre utilizar as aberturas medianas da objetiva que será utilizada, pois elas contêm a menor probabilidade de causar aberrações cromáticas e de problemas de refração nas bordas (quando utilizadas próximas a abertura máxima), ou de difração com o uso de aberturas muito pequenas.
A nitidez é uma das principais ferramentas que devemos nos atentar quanto a fotografia. Sabemos que, se uma fotografia não possui nitidez suficiente, automaticamente, você e as pessoas não irão gostar de vê-la.
É recomendável que use valores entre f/4.5 até f/16 para que haja mais nitidez e um brilho mais natural na sua fotografia..